# Ahmad ibn Khudam
Àhmad ibn Khudam fou un militar i aventurer àrab que va arribar a dominar Sistan (919-922).
El 910/911 el general samànida Simdjur Dawati va envair Sistan en nom de l'emir samànida Àhmad II ibn Ismaïl i va deposar l'emir safàrida al-Layth ibn Alí i al seu germà Muhàmmad ibn Alí; el 912 una revolta va portar al poder altre cop als safàrides però Àhmad ibn Ismaïl va enviar un exèrcit dirigit per Hussayn ibn Alí Marv al-Rudi i un altre sota els generals Abu-Bakr Muhàmmad ibn Mudhàffar Mutadji i Simdjur Dawati que van entrar a Sistan i van suprimir el moviment (913).
El 914 la mort de l'emir samànida va provocar l'anarquia i les forces samànides es van retirar; el califa va enviar un nou governador mentre diversos caps dels ayyar (la milícia originalment creada per lluitar contra els kharigites) s'asseguraven feus locals (916 a 917) nominalment sota autoritat abbàssida. El 917 els ayyars de Zarandj, la capital, van aclamar com a cap a Katir ibn Ahmad, però al cap de dos anys (abril del 919) fou assassinat; llavors va pujar al poder Àhmad ibn Khudam, segurament un dels caps dels ayyars a la ciutat.
La seva primera intenció fou estendre el seu poder cap a Bust però va fracassar i de fet va passar el temps lluitant contra altres ayyars que li disputaven el poder a la ciutat i a la regió, especialment el gendre de Katir, de nom Muhammad ibn Kasim, i el cap dels turcs de Bust, Tukhan; Ahmad va aconseguir derrotar i matar ambdós principals rivals però l'octubre del 922 fou expulsat de Zarandj per una revolta dirigida per Abd Allah ibn Ahmar i va fugir cap a Bust i Zamindawar; el gener del 923 fou derrotat en una batalla a Nukan i fou capturat sent portat a Zarandj on segurament fou executat encara que això no és expressament indicat per cap historiador.
Abd-Al·lah ibn Àhmad no va gaudir del seu triomf doncs fou apartat del poder el maig pel príncep safàrida Abu-Jàfar Àhmad ibn Muhàmmad ibn Khàlaf, proclamat emir per un grup d'ayyars revoltats (maig del 923).

## Nota
1. ↑  per aquestos fets vegeu Abu Salih Mansur